# Kairos (platenlabel)
Kairos, een platenlabel voor "klassieke" muziek, is gevestigd in Wenen. Het is in 1999 opgericht door Barbara Fränzen en Peter Oswald. Het brengt alleen composities uit van hedendaagse of net overleden componisten. De composities worden zorgvuldig uitgekozen en worden onder optimale (technische) condities opgenomen. De hoesontwerpen worden verzorgd door de Oostenrijkse schilder Jacob Gasteiger. Men brengt vijf à zes cd's per jaar uit.
Kairos werkt om dit te bereiken veel samen met de Duitse (WDR) en Oostenrijkse (ORF) omroepen.
Het Griekse woord 'καιρός' staat voor het moment van volbrengen, van voltooiing. De oude Grieken gebruikten dit woord om de fortuinlijke samenloop van omstandigheden van het hier en nu te benoemen, het veelbelovende ogenblik dat zich profetisch aandient en beslist oproept tot daden.
Kairos won de Diapason d'or in 2009 voor beste opname; het betrof een 3cd met werken van de Italiaan Salvatore Sciarrino, waarvan de artikelen zijn terug te vinden in de deze categorie. 